# Der Atem (Bernhard)
Der Atem. Eine Entscheidung ist eine autobiografische Erzählung des österreichischen Autors Thomas Bernhard aus dem Jahr 1978. Sie erschien im österreichischen Residenz Verlag. Sie bildet den dritten der insgesamt fünf Bände umfassenden biografischen Erzählungen Bernhards. Voraus gingen Die Ursache. Eine Andeutung (1975) und Der Keller. Eine Entziehung (1976), es folgten noch Die Kälte. Eine Isolation (1981) und Ein Kind (1982).

## Inhalt
Durchgehendes Thema des Buches ist Bernhards Lungenkrankheit und die dadurch verursachten Krankenhausaufenthalte, die direkt ais eine „entscheidende Wende in unserer Existenz“ eingeführt werden. Der Zustand des siebzehnjährige Bernhard verschlechtert sich nach einer Punktion schnell, ein Mann im Bett neben ihn stirbt. Auch mit seinem eigenen Tod wird gerechnet und er erhält die Letzte Ölung. Der Junge entscheidet sich jedoch, zu leben: „Ich wollte leben, alles andere bedeutete nichts. Leben, und zwar mein Leben leben, wie und solange ich es will. […] Von zwei möglichen Wegen hatte ich mich in dieser Nacht in dem entscheidenden Augenblick für den des Lebens entschieden.“
Bernhards Zustand verbessert sich und er wird von seinem Großvater Johannes Freumbichler besucht. Im Gespräch verändert sich die Perspektive auf das Krankenhaus als Gefängnis zu der eines „lebensnotwendigen Denkbezirks“. An seinem achtzehnten Geburtstag erwartet der Junge den Besuch des Großvaters, der jedoch nicht kommt. Tage später erfährt er, Freumbichler sei in der Zwischenzeit überraschend gestorben. Auf das entsetzliche Ereignis und  das Gefühl des Verlassenseins folgt Bernhards plötzliche Erkenntnis, dadurch eine „totale Freiheit“ zu erfahren. 
Bernhard wird zur Rekonvaleszenz ins Hotel Vötterl in Großgmain verlegt, wo er die schwierige Beziehung zu seiner Mutter wieder aufnimmt. Am Ende des Buches berichtet die Mutter ihm von einer bevorstehenden Operation, da sie an Krebs erkrankt sei. Sie übersteht die Operation gut, seitens der Ärzte wird Bernhard jedoch ihr baldiger Tod angedeutet. Bernhard selbst wird anlässlich einer erneuten Lungenerkrankung in die Lungenheilstätte Grafenhof eingewiesen.

## Rezeption
Corina Caduff hebt die anschauliche Beschreibung der Verwahrlosung in den medizinischen Einrichtungen im Österreich der Nachkriegszeit hervor. In Der Atem kreise Bernhard wie in vielen seiner Werke um die  zentralen Themen des Todes und des Sterbens, stellt ihnen aber einen enormen Überlebenswillen entgegen: „Diese Beschreibung beinhaltet eine Urszene des Überlebens, die einen Schriftsteller hervorbringt, der fortan gegen den Tod anschreibt.“
Das biografische Werk wurde als Bernhards „bisher reifstes“ Werk gelobt, die Darstellung als authentische Beschreibung indessen kritisiert, sie sei „ebenso stilisiert und fiktional, wie dies auch für die übrige Prosa gilt.“ Ralf Wettengel untersuchte die beschriebenen Symptome, Therapieansätze und Diagnosen und kommt zum Ergebnis, dass Bernhards Schilderungen medizinisch unplausibel und inkonsistent seien. So habe er „das Elend der Kranken und die Hilflosigkeit der Ärzte in der Ära vor einer wirksamen Pharmakotherapie der Tuberkulose kennengelernt. [...] Aus seinen Erfahrungen als Patient hat er Textmaterial gewonnen und phantasievoll gestaltet. Es spricht für die suggestive Kraft seiner Darstellung [...]  dass die leichte Verlaufsform einer im Adoleszentenalter abgelaufenen Tuberkulose als die Lebenskrankheit oder Todeskrankheit wahrgenommen wurde.“

## Trivia
Bernhards Verleger Siegfried Unseld hatte großes Interesse, die autobiografischen Werke im Verlag Suhrkamp zu verlegen. Auch zum Erscheinen von Der Atem forderte er Bernhard erfolglos auf, bei Residenz zu veranlassen, dass „er den dritten Seitentritt nicht an dtv verhökert, sondern daß Sie wünschen, daß alle drei Bände in einem suhrkamp taschenbuch-Band erscheinen sollen.“ 1988 bat Unseld nochmals um eine Einigung bezüglich der Rechteübertretung an den biografischen Werken. Nach Bernhards Antwort, es habe keine Einigung gegeben, vielmehr habe er Residenz das Manuskript eines weiteren Werks (In der Höhe, Rettungsversuch, Unsinn) zur Veröffentlichung überlassen, brach Unseld den Briefwechsel mit Bernhard kurz vor dessen Tod ab.

## Ausgaben
- Thomas Bernhard, Der Atem. Eine Entscheidung,  Residenz Verlag, Salzburg, 1978, ISBN 978-3-701-70188-9
- Thomas Bernhard, Der Atem. in:  Die Autobiographie ,  Residenz Verlag, Salzburg, 2009, ISBN 978-3-7017-1520-6